# Dance and dense denso
Dance and Dense Denso es el tercer álbum de estudio de la banda de rock Molotov, lanzado al mercado el 25 de octubre de 2003 por Universal Music Group.Fueron producidos por Gustavo Santaolalla y Aníbal Kerpel. Contiene la canción «Frijolero», que critica las dificultades en la frontera entre México y Estados Unidos y el sufrimiento de los ciudadanos mexicanos que intentan cruzarla. Así mismo, evidencia aspectos norteamericanos considerados negativos a nivel popular como la invasión estadounidense de Irak y el consumo de drogas. La mayoría de sus canciones, al igual que en sus anteriores producciones, tratan sobre la corrupción y otros problemas sociales en México.
Tras su estreno, la publicación Billboard publicó una reseña en donde destacó «los diferentes tempos, temas y estilos vocales» de las canciones del disco. Obtuvo cuatro premios en la entrega de los MTV Latinoamérica de 2003: «Vídeo del año», por el clip del tema «Frijolero»; «Mejor grupo o dúo», por encima de Café Tacuba, La Ley, Maná y La Oreja de Van Gogh; «Mejor artista alternativo» y «Mejor artista (México)». El disco obtuvo una certificación de oro adicional para la banda en 2004, por sus ventas registradas en México.

## Lista de canciones
El álbum, cuya duración es de 38:08, está compuesto por 11 canciones.

| N.º   | Título                           | Duración |  |
| 1.    | «Dance and dense denso»          | 1:52     |  |
| 2.    | «Here We Kum»                    | 4:14     |  |
| 3.    | «Changuich a la chichona»        | 3:29     |  |
| 4.    | «No me da mi navidad (Punketon)» | 4:38     |  |
| 5.    | «Noko»                           | 3:30     |  |
| 6.    | «Frijolero»                      | 3:30     |  |
| 7.    | «E. Charles White»               | 3:38     |  |
| 8.    | «Queremos pastel»                | 3:12     |  |
| 9.    | «I'm the One»                    | 3:20     |  |
| 10.   | «Nostradamus mucho»              | 2:25     |  |
| 11.   | «Hit me»                         | 4:16     |  |
| 38:08 |                                  |          |  |